# Autopista Sierra
La Autopista Sierra, El Camino Sierra o la Ruta Estatal de California 14U (en inglés: California State Route 14U o Sierra Highway) es una autopista ubicada en el de Sur de California. La carretera inicia en el Sur desde la San Fernando Road en Los Ángeles hacia el Norte en la US 50  , SR 89   en South Lake Tahoe. La carretera tiene una longitud de 682,3 km (424 mi).  Dos secciones de esta autopista actualmente están señalizadas como Sierra Highway. La primera sección es una antigua alineación de la SR 14/U.S. Route 6 desde Los Ángeles hacia Mojave. Esta autopista está también señalizada con la designación inusual de State Route 14U sobre la ciudad de Santa Clarita. La segunda sección está señalizada como Sierra Highway y es una parte de la US 395 en Bishop.

## Mantenimiento
Al igual que las autopistas interestatales, y las rutas federales y el resto de carreteras estatales, la Ruta Estatal de California 14U es administrada y mantenida por el Departamento de Transporte de California por sus siglas en inglés Caltrans.

## Intersecciones
La Ruta Estatal de California 14U es atravesada principalmente por la  I 5  en Los Ángeles
 SR 58  cerca de Mojave
 US 395  cerca de Inyokern
 US 6  en Bishop
 US 395  cerca del Lago Topaz.
| Condado                                   | Localidad     | Milla                                      | Destinatos | Notas |
| ----------------------------------------- | ------------- | ------------------------------------------ | --- | --- |
| Los Ángeles                               | Los Ángeles   | 0.0                                        | San Fernando Road, The Old Road                                                                                    | Continuación más allá del I-5                                                                                           |
| Los Ángeles                               | Los Ángeles   | 0.1                                        | I 5 norte (Golden State Freeway) SR 14 norte (Antelope Valley Freeway) / Foothill Boulevard – Sacramento, Palmdale | Interchange; salida desde la I-5 sur y la SR 14 sur solamente, entrada hacia la I-5 norte y la SR 14 al norte solamente |
| Los Ángeles                               | Santa Clarita | 2.5                                        | Newhall Avenida to SR 14 sur (Antelope Valley Freeway) – Los Ángeles, Newhall, Saugus, Valencia                    | Antigua SR 126 oeste, San Fernando Road                                                                                 |
| Los Ángeles                               | Santa Clarita | 3.6                                        | Placerita Canyon Road a SR 14 norte (Antelope Valley Freeway) – Palmdale                                           | |
| Los Ángeles                               | Santa Clarita |                                            | SR 14 sur (Antelope Valley Freeway) – Los Ángeles                                                                  | Interchange |
| Los Ángeles                               | Santa Clarita | 5.0                                        | Golden Valley Road                                                                                                 | |
| Los Ángeles                               | Santa Clarita | 6.3                                        | Vía Princessa a SR 14 sur (Antelope Valley Freeway) – Los Ángeles                                                  | |
| Los Ángeles                               | Santa Clarita | 7.3                                        | Soledad Canyon Road                                                                                                | |
| Los Ángeles                               | Agua Dulce    | 18.8                                       | Agua Dulce Canyon Road                                                                                             | |
| Los Ángeles                               |               | 24.9                                       | SR 14 (Antelope Valley Freeway) – Palmdale, Santa Clarita                                                          | Interchange |
| Los Ángeles                               | Acton         | 26.7                                       | Crown Valley Road – Acton                                                                                          | |
| Los Ángeles                               | Acton         | 28.9                                       | Santiago Road | |
| Los Ángeles                               | Acton         | 30.4                                       | SR 14 (Antelope Valley Freeway) / Soledad Canyon Road – Palmdale, Los Ángeles                                      | Interchange |
| Los Ángeles                               |               | 32.5                                       | CR N3 (Antelope Valley Freeway) SR 14 (Angeles Forest Highway) – Palmdale, Los Ángeles, Pasadena                   | Interchange |
| Los Ángeles                               |               | 33.7                                       | Pearblossom Highway – Littlerock, Victorville                                                                      | |
| Los Ángeles                               | Palmdale      | 36.4                                       | Avenida S | |
| Los Ángeles                               | Palmdale      | 37.9                                       | SR 138 (Palmdale Boulevard) – Victorville, San Bernardino, Los Ángeles                                             | |
| Los Ángeles                               | Palmdale      | 39.5                                       | Rancho Vista Boulevard (Avenida P)                                                                                 | Sirve al Aeropuerto Regional LA/Palmdale                                                                                |
| Los Ángeles                               | Palmdale      | 41.6                                       | Avenida N | |
| Los Ángeles                               | Palmdale      | 42.6                                       | Columbia Way (Avenida M)                                                                                           | |
| Los Ángeles                               | Lancaster     | 43.6                                       | Avenida L | Interchange |
| Los Ángeles                               | Lancaster     | 44.6                                       | Avenida K | |
| Los Ángeles                               | Lancaster     | 45.6                                       | CR N5 (Avenida J)                                                                                                  | |
| Los Ángeles                               | Lancaster     | 46.6                                       | Avenida I | |
| Los Ángeles                               | Lancaster     | 47.7                                       | Avenida H | Interchange; entrada sur solamente; el otro acceso es vía Avenida G-12 y la 7th Street West                             |
| Los Ángeles                               | Lancaster     | 48.7                                       | Avenida G | |
| Los Ángeles                               |               | 49.7                                       | Avenida F | |
| Los Ángeles                               |               | 51.8                                       | SR 14 SR 138 oeste (Avenida D) – Gorman                                                                            | |
| Los Ángeles                               |               | 54.8                                       | Avenida A | |
| Kern                                      |               | 54.8                                       | Avenida A | |
| Rosamond                                  | 57.8          | Rosamond Boulevard – Rosamond, Edwards AFB | | |
|                                           | 64.1          | Backus Road                                | | |
|                                           | 67.3          | SR 14 norte / Silver Queen Road – Mojave   | | |
| La Ruta continua hacia la Ruta Estatal 14 |               |                                            | | |